# Christelle Lafaury
Christelle Lafaury, née le 1er mai 1978, est une joueuse de hockey sur gazon française, ayant évolué au poste d'avant, puis de milieu de terrain.
En 2004, elle quitte le Lille Métropole Hockey Club et part jouer avec Frédéric Soyez à Madrid, au S.A.D. club de Campo Villa. Après cinq saisons madrilènes, ce dernier rentre en France en 2009. Elle-même rejoue ensuite un temps au Antibes HC.

## Joueuse

### Équipe de France
- 3e du Championnat d'Europe en salle en 2002 (groupe A "Élite");
- 2e de la Coupe des Alpes en 2002 (à Prague);
- 3e de la Coupe du Monde en salle en 2003 (à Leipzig).

### Clubs

#### Lille MHC
- Championne de France (sur gazon): 2001, 2002, et  2004;

#### Campo Villa de Madrid
- Vainqueur du Trophée européen en salle en 2005, à Wettingen;
- Vainqueur de la Coupe des vainqueurs de coupe en 2007, à Madrid (2e Amsterdam H&BC);
- Finaliste de la Coupe des vainqueurs de coupe en 2009, à Manchester (2e Stadion Rot-Weiss Koln);
- Championne d'Espagne (sur gazon): 2007, 2009;
- Coupe de la reine: 2006, 2008, 2009.